# Joaquina Lapinha
Joaquina Maria da Conceição (Minas Gerais - , ?), mais conhecida como Joaquina Lapinha, foi uma cantora brasileira.
Foi a primeira cantora lírica do Brasil a ganhar destaque internacional e uma das primeiras mulheres a receber autorização para participar de espetáculos públicos em Lisboa.

## Vida e recepção crítica
Joaquina Lapinha começou a atuar no Rio de Janeiro na década de 80 do século XVIII, embora tenha nascido em Minas Gerais, conforme registro de 1859 do jornal O Espelho.
Apresentou-se em várias cidades portuguesas de 1791 a 1805. A edição de 16 de janeiro de 1795 da Gazeta de Lisboa chegou a citar que "Joaquina Mara da Conceição Lapinha, natural do Brasil, onde se fizeram famosos os seus talentos musicais, que já têm sido admirados pelos melhores avaliadores desta capital". Em 6 de fevereiro de 1795, a mesma publicação fez uma crítica mais elogiosa ao registrar que plateias europeias teriam ficado deslumbradas com a capacidade artística da cantora lírica.
Não existem retratos ou uma imagem real conhecida da cantora, mas Joaquina Lapinha era negra e isso acrescentava mais desafios à carreira dela pelo contexto racista. O viajante sueco Carls Ruders (1761-1837) chegou a registrar que ela tinha de disfarçar a cor da pele com tinta branca, pois os europeus julgavam o aspecto dela inconveniente.
Ruders detalhou que "Joaquina Lapinha é mulata e filha de uma mulata, por cujo motivo tem a pele bastante escura. Este inconveniente, porém, remedia-se com cosméticos. Fora disso, tem uma figura imponente, boa voz e muito sentimento dramático".
Uma representação da cantora, feita pelo artista plástico Mello Meneses, está desde março de 2010 em um piano-bar na Lapa, Rio de Janeiro.
Após o período na Europa, voltou a se apresentar em óperas do Rio de Janeiro.
A vida de Joaquina Lapinha fez parte do livro Negras líricas: duas intérpretes brasileiras na música de concerto (Sete lagoas, 2008), do pesquisador e músico Sérgio Bittencourt-Sampaio e foi citada em O Rio de Janeiro no tempo dos vice-reis (1956), do cronista Luís Edmundo, como aquela que ficava "pisando como ninguém em tablas (palco)", além de ser enredo da Inocentes de Belford Roxo, no carnaval 2014.